# Agathia codina
Agathia codina är en fjärilsart som beskrevs av Swinhoe 1892. Agathia codina ingår i släktet Agathia och familjen mätare. Inga underarter finns listade i Catalogue of Life.

## Bildgalleri

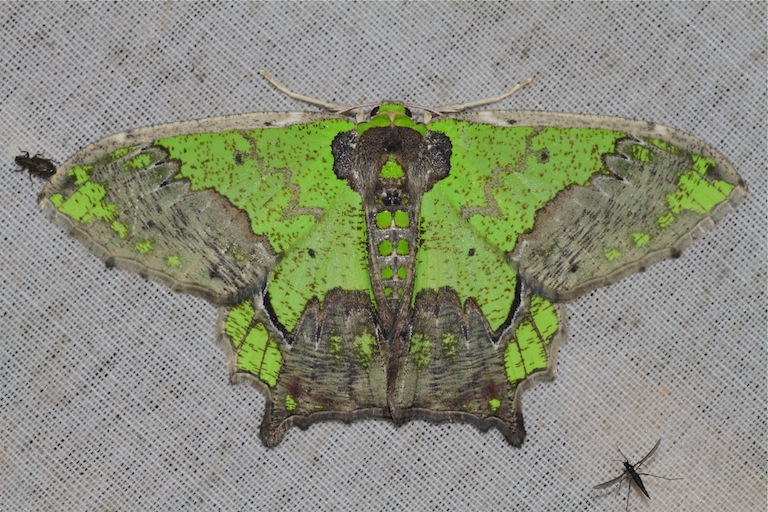